# Eduard von Crailsheim

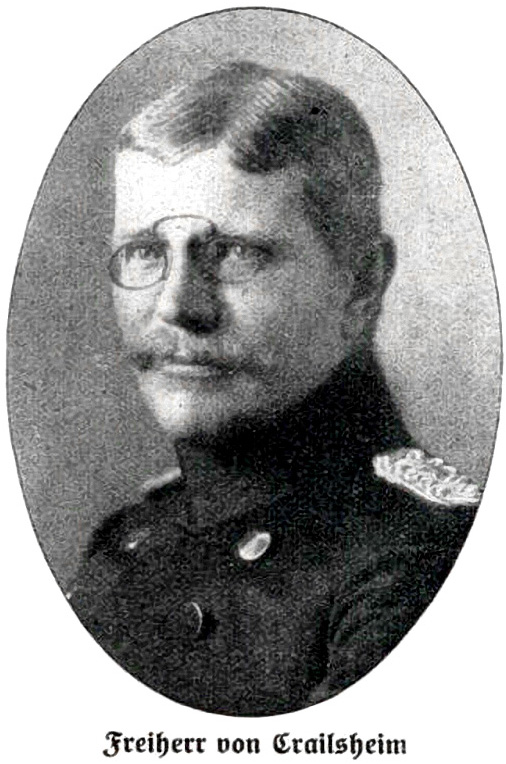
Eduard von Crailsheim

Eduard Georg Freiherr von Crailsheim (* 16. Januar 1865 in Reichenhall; † 8. Mai 1915 bei Krakinow, Litauen) war ein bayerischer Generalmajor.

## Leben

### Herkunft
Eduard war der Sohn des bayerischen Forstrates Maximilian-Friedrich Freiherr von Crailsheim (1837–1896) und dessen Ehefrau Sophia, geborene Freiin Tucher von Simmelsdorf (1839–1871).

### Militärkarriere
Nach dem Besuch des Kadettenkorps trat Crailsheim am 5. August 1882 als Portepeefähnrich in das 2. Ulanen-Regiment „König“ der Bayerischen Armee ein und avancierte Ende März 1885 zum Sekondeleutnant. Während seines Kommandos zur Equitationsanstalt wurde er Mitte November 1892 zum Kammerjunker ernannt und absolvierte 1895/98 als Premierleutnant die Kriegsakademie, die ihm die Qualifikation für die Höhere Adjutantur und das Lehrfach aussprach. Anschließend wurde Crailsheim als Adjutant der 3. Kavallerie-Brigade kommandiert und in dieser Eigenschaft ein Jahr später zum Rittmeister befördert. Mit der Ernennung zum Eskadronchef im 1. Ulanen-Regiment 1. Ulanen-Regiment „Kaiser Wilhelm II., König von Preußen“ kehrte er 1901 in den Truppendienst zurück. Er wurde 1904 Kammerherr und war bis 1909 als Adjutant beim Generalkommando des I. Armee-Korps kommandiert. Crailsheim stieg 1905 zum Major auf und wurde nach einer Verwendung als Stabsoffizier am 4. Dezember 1909 Kommandeur des 4. Chevaulegers-Regiment „König“ in Augsburg. In dieser Eigenschaft Anfang März 1911 zum Oberstleutnant befördert, erhielt Crailsheim am 15. Oktober 1911 das Kommando über das 1. Ulanen-Regiment 1. Ulanen-Regiment „Kaiser Wilhelm II., König von Preußen“ und avancierte Ende März 1913 zum Oberst.
Bei Ausbruch des Ersten Weltkriegs nahm er mit seinem Regiment zunächst an den Grenzschutzgefechten in Lothringen, bei Lagarde und Liedersingen teil. Ende August war sein Regiment in die Schlacht in Lothringen eingebunden, kämpfte anschließend vor Nancy-Épinal, bei Lille sowie Ypern und ging dann in Flandern in den Stellungskrieg über. Am 16. Oktober 1914 erfolgte seine Ernennung zum Kommandeur der 5. Kavallerie-Brigade. Nach Kämpfen bei Montsec verlegte Crailsheim mit seinem Großverband im Januar 1915 an die Ostfront, wurde zum Generalmajor befördert und nahm während des Vorstoßes nach Litauen und Kurland an den Gefechten bei Kielmy, Schaulen, Skaisgiry, Janischki, Kiejdany, Beisagola und Zeimy teil.
Anfang Mai 1915 deckte er mit seiner Brigade den verlustfreien Rückzug der Kavallerie-Division über den Nevėžis bei Karkinow. Bei dem zuletzt sichernden 6. Chevaulegers-Regiment „Prinz Albrecht von Preußen“ wurde er durch feindliche Kavallerie attackiert und durch einen Säbelstich eines russischen Dragoners schwer verwundet. Crailsheim verstarb auf dem Rücktransport am 8. Mai 1915 und wurde mit Wirkung von diesem Tage mit dem Ritterkreuz des Militär-Max-Joseph-Ordens beliehen.

### Familie
Crailsheim hatte sich am 24. September 1900 in Nürnberg mit Karoline Freiin Tucher von Simmelsdorf (* 1879) verheiratet. Aus der Ehe gingen die beiden Töchter Sophie (* 1901) ⚭ 1931 Hans Wienecke und Elisabeth (* 1902) hervor.